# Castelo de Knutstorp

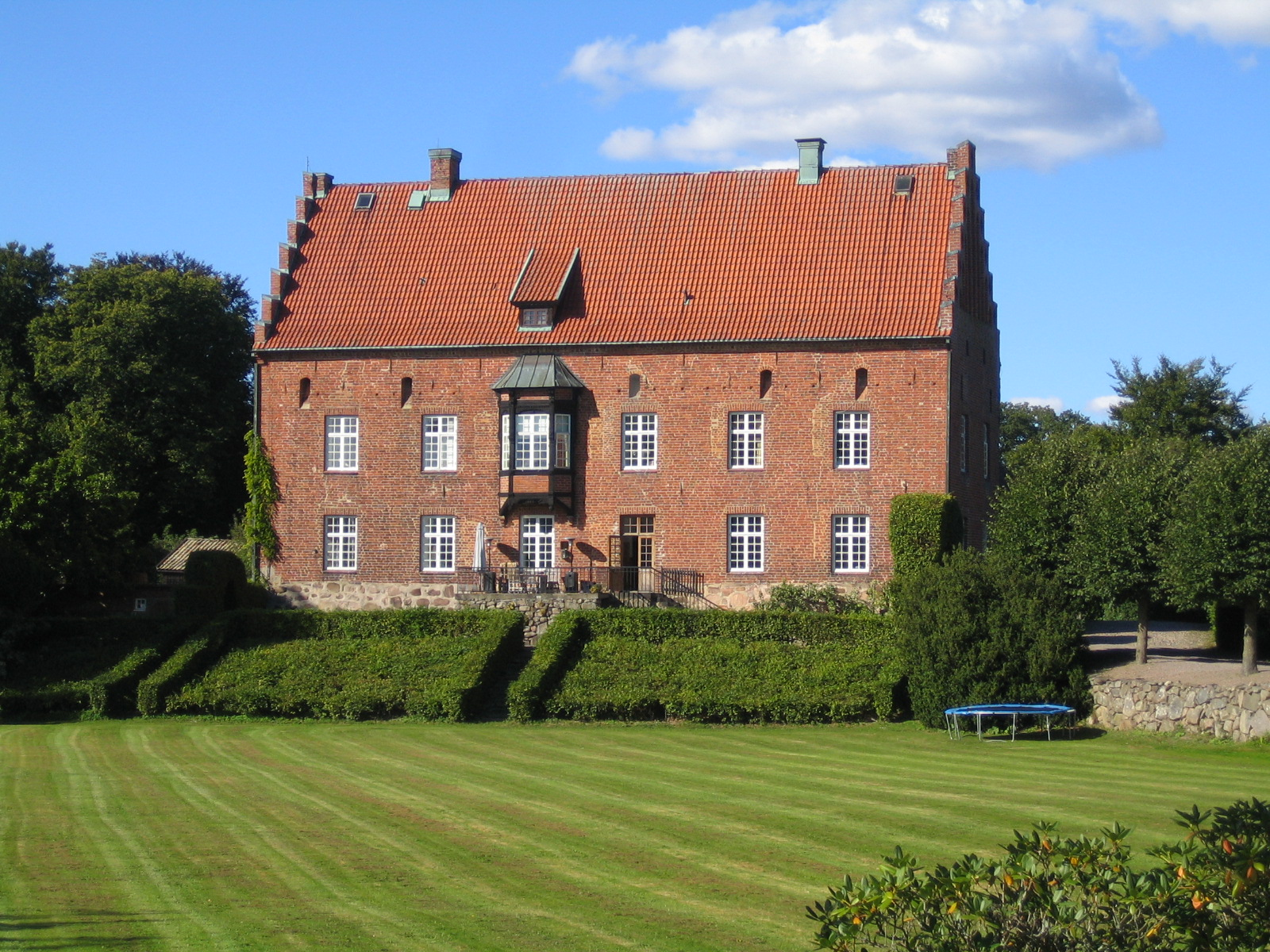
Castelo de Knutstorp

O Castelo de Knutstorp (em sueco:  Knutstorps slott) é um castelo na comuna de Svalöv, Scania, sul da Suécia.
Foi construído no século XVI por Otte Brahe. Local de nascimento do astrônomo Tycho Brahe, em 14 de dezembro de 1546.